# Fiona Wood

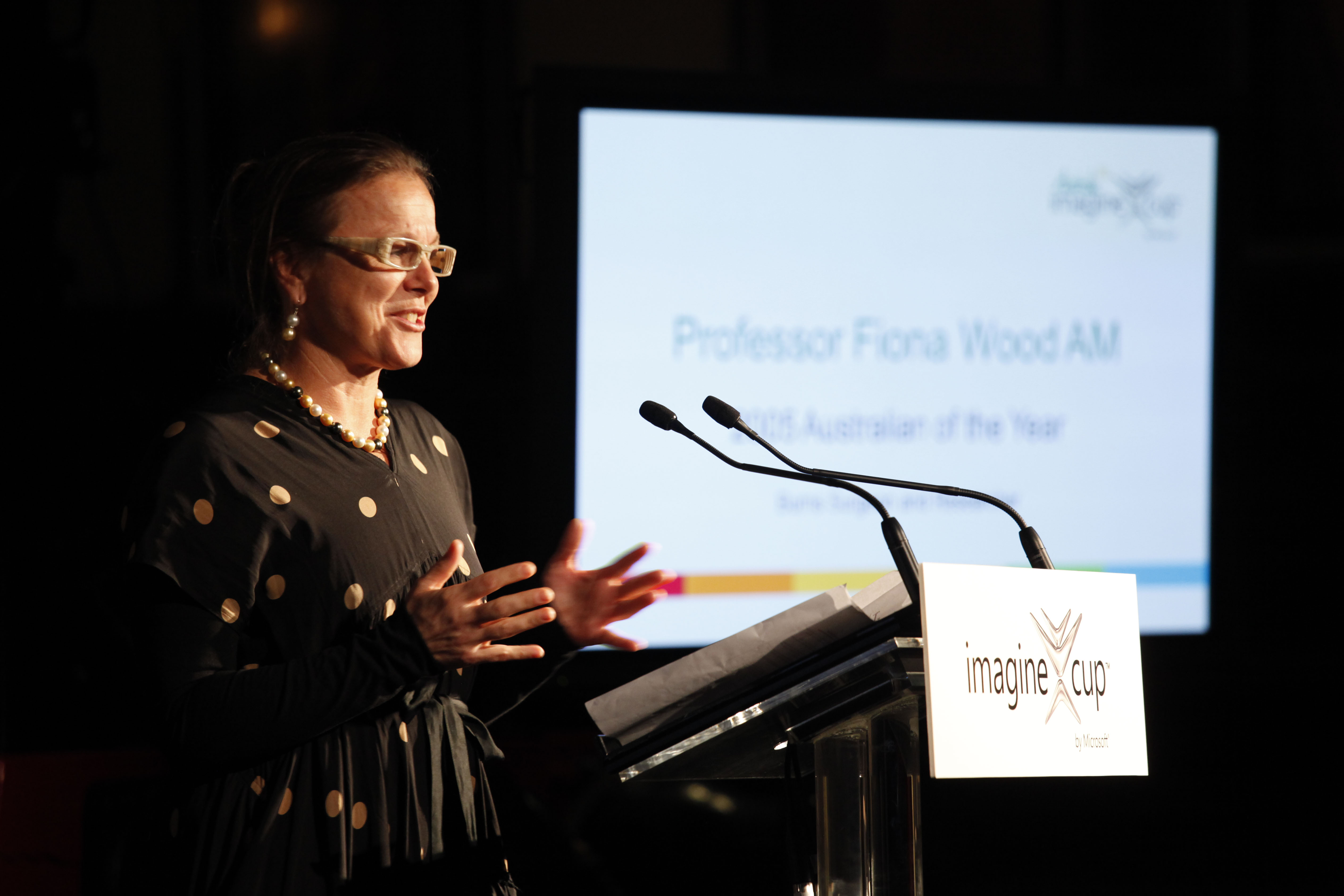
Fiona Wood (2012)

Fiona Melanie Wood, AO, (* 2. Februar 1958 in Hemsworth, Vereinigtes Königreich) ist eine britisch-australische plastische Chirurgin. 2005 wurde sie Australian of the Year.

## Biographie

### Frühe Jahre und Ausbildung
Fiona Wood wurde im nordenglischen Hemsworth als drittes von vier Kindern der Familie Wood geboren; sie hat zwei Brüder und eine Schwester. Sie wuchs im rund zehn Kilometer entfernten Bergbaustädtchen Frickley auf und besuchte eine weiterführende Schule in Pontefrac. Ihr Vater Geoff Wood arbeitete als Bergmann: Er verabscheute seinen Beruf, weshalb er darauf drängte, dass seine vier Kinder eine gute Ausbildung erhalten sollten. Als Kind war Fiona Wood bei Reden des Gewerkschaftsführers Arthur Scargill dabei und später war sie von den wirtschaftlichen Folgen der britischen Bergarbeiterstreiks 1984/1985 für die Menschen erschüttert. Ihre Mutter Elsie Wood war Sportlehrerin und davon überzeugt, dass Sport einen positiven Einfluss auf die Ausbildung der Persönlichkeit habe. Die Tochter Fiona war schon als Kind sehr sportlich und hoffte auf eine Karriere als Sprinterin bei Olympischen Spielen; sie wurde wegen ihrer Schnelligkeit in ihrem Heimatort Frickley Flyer genannt.
Wood studierte Medizin an der St Thomas’ Hospital Medical School in London, wo sie 1981 ihren Abschluss machte. Anschließend absolvierte sie eine Ausbildung zur Allgemeinchirurgin. 1987 wanderte sie mit ihrem australischen Ehemann Tony Kierath, der ebenfalls Chirurg ist, und ihren beiden kleinen Kindern nach Perth in Australien aus. Dort schloss sie ihre Ausbildung in Plastischer Chirurgie ab und wurde Leiterin der Station für Verbrennungsverletzungen am Royal Perth Hospital. Gleichzeitig arbeitete sie als Fachärztin für Plastische Chirurgie am Princess Margaret Hospital. Während dieser Zeit bekamen sie und Kierath vier weitere Kinder.

### Beruf und Forschung
1993 begann Fiona Wood zusammen mit der Wissenschaftlerin Marie Stoner mit der Forschung von Gewebezüchtungen zur effektiveren Behandlung von Verbrennungen. Diese Arbeit führte zur Entwicklung einer „Spray-on-Skin“-Technik, die die Narbenbildung bei Verbrennungsopfern stark reduziert. 1995 begannen Wood und Stoner mit der Verwendung von suspendierten Hautzellen und gründeten 1999 das private Unternehmen Clinical Cell Culture (C3) (später Avita Medical). Im selben Jahr gründeten die beiden Frauen die gemeinnützige McComb Burns Research Foundation (seit 2012 Fiona Wood Foundation), um die Forschung und Entwicklung innovativer Tissue-Engineerung-Technologien voranzutreiben.
Im Oktober 2002 leitete Fiona Wood ein Team des Royal Perth Hospitals, das 28 Opfer mit Brandverletzungen des Bombenanschlags auf Bali behandelte. Im März 2007, nach der Bruchlandung von Garuda-Indonesia-Flug 200, reiste Wood nach Yogyakarta, um bei der medizinischen Notfallversorgung der Brandopfer zu helfen.
Woods Beteiligung an der medizinischen Bewältigung dieser Katastrophen sorgte in Australien für eine große öffentliche Aufmerksamkeit für ihre Arbeit als Medizinerin und Forscherin: „Ungewollt wurde sie auch zu einer Art Sprecherin für berufstätige Mütter, da sie und ihr Mann sechs Kinder aufzogen und beide anspruchsvolle Karrieren verfolgen.“

### Kritik
Im Jahr 2006 geriet Wood in die öffentliche Kritik, weil sie das Medikament Nurofen propagiert hatte; das dafür erhaltene Honorar ging an die McComb Foundation, deren Vorsitzende sie war. Die Australian Medical Association riet daraufhin Ärzten eindringlich, von einer bezahlten Werbung für Medikamente abzusehen. Wood sagte später, dass ihre Empfehlung eines Medikaments ein Fehler gewesen sei, den sie nicht wiederholen werde.

## Auszeichnungen
2003 wurde Fiona Wood zum Mitglied des Order of Australia ernannt. 2004 wurde sie zur Westaustralierin des Jahres und zum National Living Treasure gewählt, 2005 zum Australian of the Year. Sie erhielt zahlreiche weitere Auszeichnungen, darunter mit Marie Stoner den Clunies Ross Award der Australian Academy of Technology and Engineering, und 2015 wurde sie Fellow der Australian Academy of Health and Medical Sciences. 2024 wurde sie zum Officer des Order of Australia ernannt.